# Středisko cenných papírů
Středisko cenných papírů (SCP) byla státní instituce vytvořená na základě zákona 591/1992 Sb. o cenných papírech. Jejím účelem bylo vést evidenci zaknihovaných cenných papírů. Středisko cenných papírů tuto činnost vykonávala do roku 2010, kdy tuto činnost převzala společnost Centrální depozitář cenných papírů a.s..

## Historie
Středisko cenných papírů bylo vytvořeno v 90. letech jako příspěvková organizace ministerstva financí v souvislosti s potřebou zajistit obnovené fungování kapitálového trhu v Československu. V této době se díky kuponové privatizaci většina občanů Československa stala držiteli cenných papíru. Tyto cenné papíry byly vydány jako zaknihované (neměli tištěnou podobu) a Středisko cenných papírů byla instituce, která zajišťovala evidenci držitelů cenných papírů. Dále vedlo evidenci emitentů cenných papíru s údaji o jednotlivých cenných papírech, které tento emitent vydal.  Na majetkových účtech byly vedeny stavy počtu těchto cenných papírů. Účty byly zřízeny všem občanům Československa, kteří akcie získali v kuponové privatizaci. Následně byly v evidenci zaznamenávány změny vlastnictví těchto cenných papírů. Změny byly možné obchodováním na Burze cenných papírů nebo RM-systému nebo přímým převodem mezi majiteli v Středisku cenných papírů. Středisko cenných papírů rozesílalo výpisy jednotlivým majitelům cenných papírů v případě změny na jejich účtu. Na začátku roku 1994 obdrželi majitelé cenných papírů výpis s výsledným stavem po 1. vlně kuponové privatizace a na počátkem roku 1996 stav počtu cenných papírů po 2. vlně kuponové privatizace.
Prvním ředitelem Střediska cenných papírů byl Jaroslav Lizner, který byl zároveň i šéfem Centra kuponové privatizace. V 1.11. 1994 byl zadržen a v roce 1996 odsouzen za braní úplatku a zneužití úřední pravomoci k trestu odnětí svobody ve výši 6 let.
Činnost Střediska cenných papírů byla ukončena 2.7.2010. Od 7.7.2010 tuto evidenci zajišťuje společnost Centrální depozitář cenných papírů, a.s.. SCP oficiálně zaniklo 31.12.2011 a jeho právní nástupcem se stalo Ministerstvo financí ČR.